# Rokitki (powiat bytowski)
Rokitki (kaszub. Môłé Roczitczi ; niem. Klein Rakitt) – wieś kaszubska w Polsce, położona w województwie pomorskim, w powiecie bytowskim, w gminie Czarna Dąbrówka, na zachodnim krańcu Pojezierza Kaszubskiego. Wieś jest siedzibą sołectwa Rokitki, w którego skład wchodzi również Gliśnica.
W latach 1975–1998 wieś należała administracyjnie do województwa słupskiego.